# Dieter Stein
Dieter Stein (Ingolstadt, Alemania occidental, 15 de junio de 1967) es un periodista alemán, editor, editor en jefe y fundador del periódico de derecha Junge Freiheit. 
Stein creció en Baviera y Baden-Württemberg y estudió ciencias políticas e historia en la Universidad Albert Ludwigs de Friburgo de 1989 a 1993. En 1986, Stein fundó el Junge Freiheit como reacción al "dominio de la generación izquierdista del 68". En 1990, Stein fundó Junge Freiheit Verlag GmbH, una editorial de su periódico. Se convirtió en el CEO de la empresa. El periódico ha sido publicado en Berlín desde 1994. 
Stein está casado y tiene 4 hijos.

## Obras
- Dieter Stein: "Phantom Neue Rechte '- Die Geschichte eines politischen Begriffs und sein Mißbrauch durch den Verfassungsschutz". Berlín, 2005. ISBN 978-3-929886-22-1
- Dieter Stein (ed. ): Rettet die deutsche Sprache. Beiträge, Interviews und Materialien zum Kampf gegen Rechtschreibreform und Anglizismen. Berlín, octubre de 2004. ISBN 978-3-929886-21-4